# U.S. News & World Report
U.S. News & World Report («Ю. С. Ньюс энд уорлд рипорт») — американский новостной журнал, издаваемый в Вашингтоне. Наряду с изданиями Time и Newsweek на протяжении многих лет был одним из ведущих еженедельников, уделяя повышенное внимания политическим и экономическим новостям, а также статьям о здравоохранении и образовании. В последние годы журнал стал особенно известен своей системой ранжирования и ежегодными отчётами об американских колледжах, университетах, выпускающих школах и медицинских центрах.
С июня 2008 года частота выхода журнала постепенно снижалась, от еженедельных до ежемесячных выпусков. В ноябре 2010 года было объявлено, что журнал полностью перейдёт на публикацию в электронном формате, отправляя в печать лишь эксклюзивные выпуски. В декабре того же года завершилось издание регулярных печатных выпусков.

## История
В 1933 году Дэвидом Лоуренсом (1888—1973) был основан журнал United States News, в 1946 году им же основан World Report. Изначально первый журнал охватывал национальные новости, а второй — международные, в 1948 году было принято решение об объединении их в единый журнал под названием U.S. News & World Report. В 1984 году журнал выкупил Мортимер Цукерман, который также является владельцем Daily News.
Сама редакция журнала U.S. News & World Report находится в Вашингтоне, однако управляющая компания U.S. News & World Report, L.P. располагается в Нью-Йоркском офисе. Такая структура соответствует политической точке зрения владельца издания, кроме того журнал не освещает спортивные и развлекательные события, а также новости о звёздах.
В 1995 году на сайте журнала началась публикация всех новостей, издаваемых в печатном издании. В 2007 году U.S. News впервые опубликовал свой список лучших высших учебных заведений США. В июне 2008 года объявлено, что журнал будет выходить раз в две недели начиная с января 2009 года, а через пять месяцев после этого он стал ежемесячным.
5 ноября 2010 года сотрудникам журнала было отправлено письмо, в котором сообщалось, что с декабря выпуск печатных версий журнала будет прекращён, за исключением специальных выпусков.